# Wrigley Company
Pour les articles homonymes, voir Wrigley.
La William Wrigley Jr. Company est une multinationale américaine fondée en 1891 à Chicago et produisant principalement des chewing-gums. Elle était cotée en bourse sous le code WWY jusqu'au rachat par Mars en 2008.

## Histoire

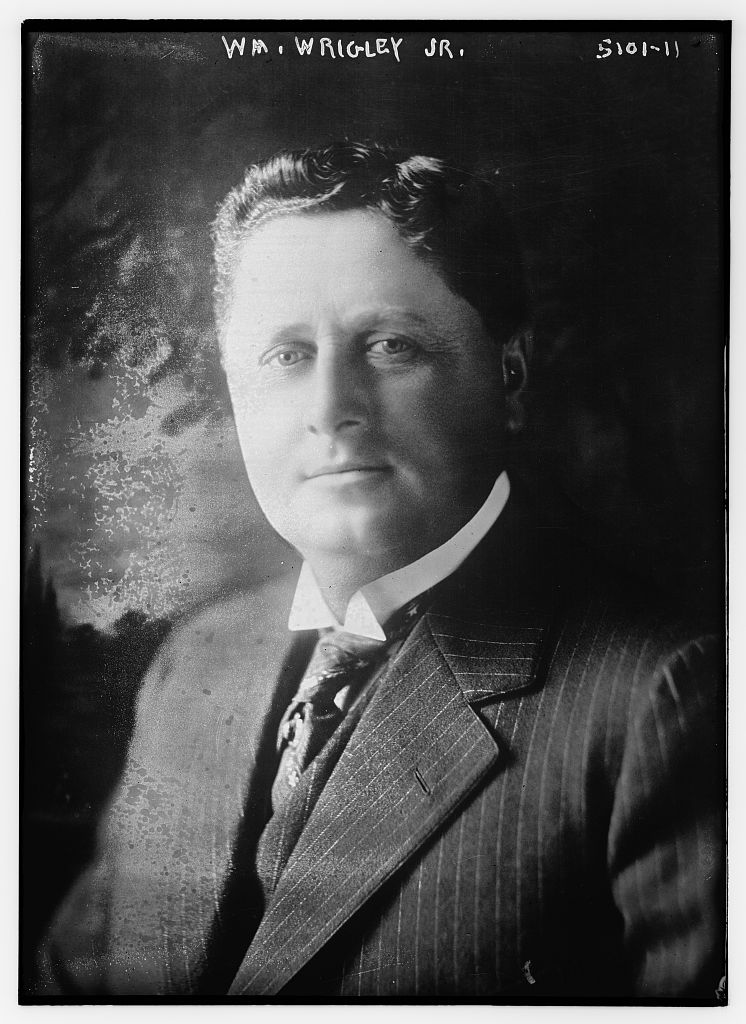
William Wrigley

La William Wrigley Jr. Company  est fondée le 1er avril 1891 et vend à l'origine des produits comme du savon et de la levure chimique. En 1892, William Wrigley, Jr., le fondateur, commence à offrir des chewing-gums avec chaque canette de levure. Le chewing-gum devint finalement plus populaire que la levure elle-même et Wrigley's réoriente la production de la société vers les gommes à mâcher. 
L'entreprise ouvre sa première unité de production en Angleterre en 1927, à Wembley. 
En 2005, Wrigley achète à Kraft Foods les marques Life Savers, Sugus, Trolli (en) et Altoids pour 1,48 milliard USD. Le 13 janvier 2007, Wrigley signe un accord d'achat pour acquérir 80 % des intérêts de A. Korkunov (en) pour 300 millions de USD et les 20 % restants au fur et à mesure. 
Fin 2007, la société atteint l'objectif qu'elle s'était fixé sept ans plus tôt : dépasser 5 milliards de dollars de chiffre d'affaires pour l'exercice 2007.
Le 28 avril 2008, il fut annoncé que Berkshire Hathaway et Mars Incorporated acquéraient Wrigley pour environ 23 milliards de USD.
Le siège du groupe, le Wrigley Building est un célèbre repère dans le Magnificent Mile de Chicago aux États-Unis. La société vend actuellement ses produits dans plus de 180 pays avec 14 usines dans le monde, situées aux États-Unis, Serbie, Mexique, Australie, Royaume-Uni, Canada, Espagne, Nouvelle-Zélande, Philippines, France (à Biesheim), Kenya, Taïwan, Chine, Inde, Pologne, Fédération de Bosnie-et-Herzégovine, Russie.

## Gouvernance
Le 23 octobre 2006, William D. Perez (en) succéda à Bill Wrigley Jr. (en) comme PDG. Il est la première personne en dehors de la famille Wrigley à diriger la société depuis sa création 114 ans auparavant.  Bill Wrigley Jr. garda le poste de directeur exécutif.
Présidents successifs à la Direction Générale :
- 1891–1932 : William Wrigley Jr. (1861–1932) ;
- 1932–1961 : Philip K. Wrigley (en) (1894–1977) ;
- 1961–1999 : William Wrigley III (en) (1933–1999) ;
- 1999–2006 : William Wrigley, Jr. II (en) (1964-) ;
- 2006-2008 : William Perez (en) ;
- 2008-2011 : Dushan « Duke » Petrovich ;
- 2011- : Martin Radvan (CEO).

## Marques

### Gommes (États-Unis)

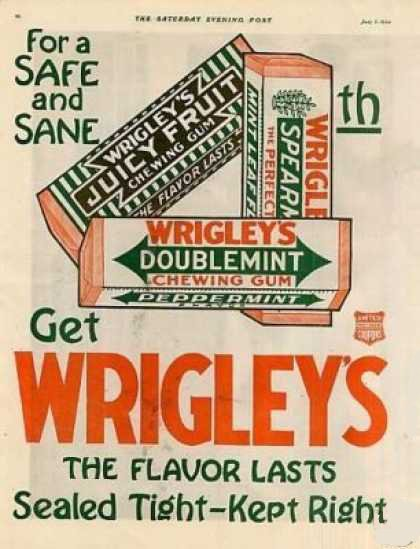
Pub pour les gommes Wrigley's de 1920.

- Juicy Fruit (en) (1893)
- Wrigley's Spearmint (en) (1893)
- Doublemint (en) (1914)
- Freedent (1975)
- Big Red (en) (1975)
- Extra (1984)
- Winterfresh (en) (1994)
- Surpass (en) (2001)
- Orbit (réintroduit en 2001)
  - Orbit White
- Eclipse (en) (2001)
- 5 (2007)

### Gommes (Canada)
- 5
- Doublemint (en)
- Excel
- Excel Mist
- Excel White
- Extra
- Extra Professional
- Freedent
- Hubba Bubba
- Juicy Fruit (en)
- Life Savers
- Skittles
- Starburst

### Gommes (Royaume-Uni)
- Active8 (stoppé)
- Airwaves
- Big Red (en) (stoppé en 1998)
- Doublemint (en)
- Extra
- Freedent (stoppé)
- Ice White - plus tard renommé en Orbit Ice White
- Juicy Fruit (en)
- Orbit
  - Orbit Professional
  - Orbit Complete
- P.K (stoppée)
- Wrigley's Spearmint (en)

### Gommes (France)
- Freedent (1987)
  - Freedent White
  - Freedent Refresh
- Airwaves (2001)
- Hubba Bubba (2003) (stoppé)
- Boludo (2005) (stoppé)
- Eclipse (en) (arrêté en 2007)
- 5 (stoppé)

### Autres marques et produits
- Alpine Throat Relief
- Altoids
- Big Boy
- Big G
- Big League Chew (jusqu'en novembre 2010)
- Boomer
- Bubble Tape (en)
- Cool Air
- Eclipse (en)
- Excel
- Hubba Bubba
- Life Savers
  - Gummi Savers
  - Life Saver Minis
  - Life Saver Fusions
  - Creme Savers
- Lockets (en)
- PimPom
- P.K.
- Skittles
- Solano
- Starburst
- Sugus
- TaTa
- Tunes (en)